# Тверезна
Тверезна — река в России, протекает по Тосненскому району Ленинградской области. Устье реки находится в 39 км по правому берегу реки Тигода. Длина реки составляет 16 км. В 5,5 км от устья, по левому берегу реки впадает река Малый Хотунь.

## Данные водного реестра
По данным государственного водного реестра России относится к Балтийскому бассейновому округу, водохозяйственный участок реки — Волхов, речной подбассейн реки — Волхов. Относится к речному бассейну реки Нева (включая бассейны рек Онежского и Ладожского озера).
Код объекта в государственном водном реестре — 01040200612102000019278.